# Hippolyte Dussard
Hippolyte Dussard (* 4. September 1798 in Morez, Jura; † 22. Januar 1876 in Miéry, Jura) war französischer Journalist und Ökonom.

## Leben
Dussard beteiligte sich 1839 als Mitarbeiter der Redaktion an der Abfassung des Repertoire de l’industrie étrangère, das Zeichnungen und Beschreibungen der wichtigsten im Ausland patentierten Maschinen enthielt. Anschließend befasste er sich mit wirtschaftlichen Themen, die in der Revue encyclopédique, dem Bulletin de Férussac und der Zeitschrift Le Temps erschienen. 1842 veröffentlichte er ein Werk über die Finanzlage Englands und über Maßnahmen, die von den Whigs und Tories vorgeschlagenen wurden. Im folgenden Jahr betraute ihn der Verleger Guillaumin mit der Redaktion des Journal des économistes, das er drei Jahre lang als Chefredakteur leitete. Zusammen mit Eugène Daire überarbeitete und kommentierte er die Werke des französischen Staatsmanns und Ökonomen Anne Robert Jacques Turgot, Baron de l’Aulne, die in der Collection des principales économistes herausgegeben wurden.
Um 1844 wurde Dussard Direktor des kommerziellen Betriebs der Eisenbahnstrecke Paris–Rouen französisch directeur de l’Exploitation commerciale du chemin de fer de Paris à Rouen. 1848 wurde er Präfekt des Départements Seine-Inférieure und die verfassunggebenden Versammlung wählte ihn zum Mitglied des Staatsrates, den er jedoch 1849 wieder verließ, um im Auftrag von Jules Dufaure nach England zu gehen, wo er die karitativen Einrichtungen des Landes studierte und 1851 eine Arbeit über die Industrieprodukte auf der Londoner Weltausstellung veröffentlichte. Als Verfechter der Freiheitsrechte unterstützte Dussard ab 1848 die neue Regierung.

## Werke (Auswahl)
Dussard verfasse mehrere Bücher und war auch als Herausgeber und Übersetzer tätig.
- Art de fabriquer les savons, mis à la portèe des ménages. Audot, Paris 1829 (archive.org).
- mit Eugène Daire (Hrsg.): Oeuvres de Turgot. 2 Bände, Guillaumin Paris 1844 (archive.org, archive.org).
- De l’état financier de l’Angleterre et des mesures proposées par les whigs et les tories. Paris 1842 (archive.org).
- Exposition universelle des produits de l’industrie a Londres. Delizy et Ce, London 1854 (archive.org).
- Le crédit et la production agricole. Paris 1864.
- mit Jean-Gustave Courcelle-Seneuil: Principes d’Économie politique. 1873 (Original: John Stuart Mill: Principles of Political Economy. Übersetzung ins Französische).